# Filmens historia
Filmens historia började i slutet på 1880-talet när den första filmkameran uppfanns.

## Föregångare till filmen

Phenakistoscope

Tre olika utvecklingslinjer, alla nödvändiga för att film skulle kunna födas, kom samman på 1890-talet. Den första är fotografiets utveckling som startade med 1500-talets camera obscura, det mörka rummet. Den sista länken i denna kedja var uppfinningen av den böjliga filmen på celluloidbas, som Kodak introducerade 1889.
Den andra linjen är projektionen som börjar med skuggspel som antagligen fanns redan i historiens gryning. Utan projicering skulle film inte ha kunnat bli ett massmedium. Den viktigaste milstolpen är laterna magica, känd från 1600-talet.
Slutligen är det fenomenet med ögats tröghet, som utnyttjats i olika uppfinningar, för att ge illusion av rörelse. 1832 uppfann belgaren Joseph Plateau och österrikaren Simon Stampfer oberoende av varandra Phenakistoscope, en snurrande skiva med figurer, som såg via en spegel. 1833 kom Zoetropen, en variant där figurerna fanns på en remsa som placerades inuti apparaten. Dessa optiska leksaker skapade en illusion av rörelse. Flera remsor är bevarade och kan betraktas som de första animerade filmerna.
Under 1800-talet påverkade de tre utvecklingslinjerna varandra vid flera tillfällen, för att slutligen i mitten av 1890-talet samverka till filmens födelse. Två tekniska uppfinningar krävdes, en apparat som snabbt kunde projicera bilderna mot en yta och en mekanism som kunde skapa en intermittent rörelse, så att varje bildruta för ett kort ögonblick stannade upp framför ljuskällan.
Zoetropen ("livshjulet") från 1834 var William George Horners utveckling av Phenakistoskopet. Han ersatte skivan och spegeln med en ihålig trumma, perforerad med avlånga smala spalter. Bildsekvenserna var tecknade på lösa remsor som placerades runt väggen i botten av trumman, och då den snurrades uppstod rörelsen när man kikade genom springorna. Alltså samma princip som tidigare, men nu blev de lättare och billigare att framställa bildserierna.
Dessa mycket enkla motiv med ständigt samma upprepande rörelse, utan början och utan slut, har på senare tid mer och mer börjat anses som de första filmerna innan filmens födelse. Man har identifierat flera av "filmskaparna" och man kan också urskilja olika grader av skicklighet hos dem när det gäller att analysera och utföra de olika stadierna i rörelsen, från mycket grova bildsekvenser till sådana som gott står sig mot det bästa inom senare tiders mer konventionellt tecknad film.
I David Robinsons bok Masterpieces of Animation 1833-1909 finns många av dessa första "filmer" avbildade tillsammans med en översikt av alla kända optiska apparater som använts för att skapa animering mellan 1833 och 1912.

## De första filmerna
De två första kända, och bevarade, filmfragmenten spelades in i oktober 1888 av den franskfödde Louis Le Prince (född 1842). Den ena sekvensen visar hans svärfars trädgård utanför Leeds; den andra heter Traffic Crossing Leeds Bridge. Filmerna var gjorda på en pappersbas och visades i en projektor enligt samma princip som våra dagars. Ett år senare lyckades Le Prince få tag på Eastmans celluloidbaserade film och byggde en ny projektor som han avsåg att demonstrera i Paris och New York. Den 16 september 1890 försvann han spårlöst från tåget mellan Dijon och Paris och har inte setts till sedan dess.
Den första demonstrationen ägde istället rum i maj följande år när Thomas Edisons fru frågade de 147 damer som hon bjudit på lunch om de ville följa med över till hennes mans verkstad och titta på en liten uppfinning som han hade gjort. Det var ett tittskåp, Kinetoscope, där bara en i taget kunde se på det nya undret, rörliga bilder. Först den 14 april 1894 kom den första kommersiella användningen när Holland Bros' Kinetoscope Parlor öppnade i New York.

## Biografens uppkomst
Den första biografen öppnade sina portar den 28 december 1895 i en före detta biljardhall i Paris med Lumière-filmer på programmet. Bröderna Auguste och Louis Lumière hade redan i mars samma år demonstrerat filmvisning på duk för ett vetenskapligt sällskap. Deras Arbetarna lämnar Lumières fabrik i Lyon, som spelades in i början på hösten 1894, anses som den första film som officiellt projicerats på duk. Men det är inte helt odiskutabelt.
Nazisterna framhöll på 1940-talet att bröderna Max och Emil Skladanowskis filmvisningar, som startade den 1 november 1895 i Berlins Wintergarten, var skäl nog att betrakta Tyskland som landet där filmen föddes. Men deras filmer var mycket enkla, oändliga slingor där handlingen bara varade några sekunder innan den upprepades. Projiceringshastigheten var blott 8 bilder i sekunden. 
Skladanowskis uppfinning hade ingen betydelse för den fortsatta utvecklingen, medan Lumière snabbt spred sina filmer och sin kombinerade kamera-projektor till nästan alla länder i världen. När Sverige den 28 juni 1896 mötte den nya attraktionen vid Industriutställningen i Malmö, hade redan tolv länder upplevt samma sak, blott ett halvt år efter Paris-premiären.
De första biografägarna hyrde inte sina filmer, de köpte dem, som meter-vara (eller fot-vara), vilket ibland resulterade i att köparna klagade på att säljarna hade drygat ut filmen med onödig handling. 
De första årens filmer var rörliga fotografier, det vill säga de bestod av en enda tagning eller bildsekvens, utan rörlig kamera och utan klipp. När bildsekvensen var slut var filmen slut. Speltiden låg på mellan en halv minut och fem minuter. Om flera bildsekvenser togs från en större händelse, till exempel när man filmade olika sträckor av drottning Victorias parad vid jubileumsfirandet 1897, så såldes varje bildsekvens som en enskild film. Ganska snart bör man ha kommit underfund med att man kunde sätta ihop två eller flera bildsekvenser och därmed uppkom klippningen.

## Tidiga filmgenrer
Trots att filmerna var enkla fanns det redan ett flertal olika genrer. De allra första engelska filmerna med fiktiv handling var "acts", aktstycken som återgav populära sketcher eller danser från music hall och teater. Andra kategorier som förekom före sekelskiftet var idrottsfilmer (arrangerad boxningsmatch), komedier (golfspelare missar bollen och ramlar) och kriminalfilmer (vadhållare kämpar emot men blir arresterad av polis).
Två typiska dramer var The Sailor's Departure (en sjöman tar adjö av sin fru) och The Sailor's Return (en sjöman återvänder till sin fru och ser deras baby). Dessa visades antagligen efter varandra. Det fanns speciella genrer under de första åren som knappast förekommer i resten av filmhistorien. Bland "facials", som kanske kan översättas med grimasfilmer, finns av naturliga skäl de första närbilderna. Patosfilmerna var extremt känslosamma (sjöman kommer hem i tid för att hindra att hans blinda mamma blir vräkt), jaktfilmer (pojke stjäl våldsam hund och bussar den på polis, sjöman och blind man) och djurfilmer, oftast med hundar.
En katalog från 1904 delar in filmerna i fem klasser, ordnade efter graden av popularitet: 1) Berättelse; 2) Komedier; 3) Mysterier; 4) Sceniska; 5) Personligheter. "Berättelsefilmerna kan delas in i a) Historiska, b) Dramatiska och c) Berättande. Komedierna kan ha inslag av mysterier. Med de sceniska avses utsikter från tåg, panoramer över floder, vattenfall och städer. Personligheterna är oftast någon känd människa som det kan vara intressant att se, t ex president McKinley eller Kaiser Wilhelm. Filmer gjorda från verkliga händelser är inte så populära som de som fotograferar av en scen som preparerats för kameran."

## Projektionshastighet
Om en film visas i samma fart som den spelats in, så kommer rörelserna att återges i samma tempo på duken som i verkligheten. Om den spelas in fortare än den visas, så blir tempot långsammare på duken och om den spelas in långsammare blir tempot snabbare på duken.
Under stumfilmstiden vevades filmkamerorna (med några få undantag) för hand och olika kameramän hade olika metoder för att hålla takten. Även med den osäkerhet i faktisk hastighet så har stumfilmshastighet kommit att förknippas med 16 eller 18 bilder/sek. Ljudfilmshastigheten bestämdes till 24 bilder/sek eftersom ljudet var beroende av att återges med en konstant hastighet. (Att filmer av tekniska skäl måste visas med 25 bilder/sek i TV är irriterande för människor med absolut gehör eftersom de märker tonhöjdsförskjutningen.)
Upplevelsen av de tidigaste stumfilmerna förstörs genom att de visas i ljudfilmshastighet, som man ofta gör när man lägger musik på filmen.  I regel följde anvisningar om visningshastighet med filmerna och för Robin Hood angavs de till 12 min/akt, vilket motsvarar nästan ljudfilmshastighet och en visningstid på två timmar och åtta minuter. Ibland var anvisningarna så detaljerade att de angav olika tempo för olika avsnitt av filmen beroende på stämningen.
Hastigheten kunde också variera inom varje film. Om man bytte kameraman mitt under inspelningen var det inte säkert att de hade samma uppfattning om tempot. Första halvan av Ella Cinders (1926) är inspelad i 18 och andra halvan i 22 bilder/sek. I Nosferatu (1922) varierar hastigheten mellan 18 och 20 bilder/sek i olika scener. Jaktscener spelades gärna in lite långsammare eftersom de då gick snabbare på duken och om det var ont om film i kameran kunde kameramannen veva långsammare för att den skulle räcka hela scenen. 
Under 1950-talet spelades de första Todd-AO-filmerna, Oklahoma! och Jorden runt på 80 dagar in i 30 bilder/sek och visades på vissa biografer i den hastighet, men det blev ett kortvarigt experimenterande. Från 1984 utvecklade Douglas Trumbull Showscan, som visar 70 mm film i 60 bilder/sek. Det är nästan maximal informationshastighet för vad ögat kan ta emot.

## Filmklippning
Nästan alla andra filmer från åren kring sekelskiftet som bestod av mer än en bildsekvens (tagning) hade övergångar i form av övertoningar (det vill säga den ena bilden gled långsamt över i den andra), och de var alltid filmade rakt framifrån som om det vore en teaterscen.  Efter 1903 är det svårt att hitta några exempel på det här sättet att göra klipp och först på slutet av 1920-talet kom övertoningen tillbaka, nu som ett uttryck för att det hade gått en längre tid mellan de två bilderna.
Det var engelsmännen som var först med att göra snabba klipp. 1900 gjorde Bamforth-bolaget en nyinspelning av The Kiss in the Tunnel. Man såg i en avståndsbild hur det körde in i tunneln - klipp - kyssen i kupén - klipp - en annan avståndsbild som visar hur tåget kom ut. James Williamsons Stop Thief! (1901) består av tre bildsekvenser.

## Ljudfilm
En av de äldsta bevarade filmerna spelades in 1893 eller 1894. Den har inte något namn, men den kallas vanligen för Två pojkar dansar medan W.K.L. Dickson spelar in ett violinsolo, vilket är exakt vad som händer i den några sekunder långa filmen. Det var ett test som Edison gjorde, för att se om hans båda uppfinningar, Fonografen (ljud på vaxrulle) och Kinetoscopet (rörliga bilder i tittskåp), kunde fungera ihop. Den 30 sekunder långa filmen har restaurerats i nutid med pengar från George Lucas.
Det finns många ljudfilmer från stumfilmsperioden, de flesta bortglömda. Den första ljudfilmen i färg var den svenska Vals ur Solstrålen (1911) av Ernst Dittmer. De verkliga rariteterna finns bland de hybrider som uppstod under denna övergångsperiod, de filmer som var delvis stumma och delvis med ljud.
En särskild kategori är de filmversioner som spelades in i ett försök att lösa det nya problemet med språkförbistringen. Stumfilmerna bytte bara ut mellantexterna till ett annat språk. Under de första ljudfilmsåren gjordes filmerna ofta i flera upplagor, med dialogen på olika språk. När Marlene Dietrich talar engelska i den tyska filmen Blå ängeln är det inte en dubbad version, utan den parallellt inspelade engelska. 
En annan kategori är de filmer som befann sig i produktion när ljudet slog till. För att undvika risken med en efterbliven produkt i distributionen lade man till ett ljudspår med musik och ljudeffekter. Helt stumma versioner måste också göras eftersom alla biografer inte byggt om till ljud.
Universals första talfilm Lonesome (1928, regi: Paul Fejos) har tre korta talade dialoger. Den lyriska stämningen mellan mannen och kvinnan som av en slump träffats på ett tivoli slås abrupt sönder när de får sina röster och börjar sprida banaliteter. I nästa ögonblick är de stumma igen och talar med hela kropparna, men förtrollningen är bruten.
Cecil B. DeMilles sista stumfilm, The Godless Girl, fick en slutscen med tal, inspelad långt efter att resten av filmen var klar. Den ena av skådespelarna hade magrat flera kilo och låtit ungdomsvårdsskolefrisyren växa ut, medan den andra var brunett igen. Ingen av dem var villig att offra sitt hår för den korta nyinspelningen, och därför ser de plötsligt helt annorlunda ut i den färdiga filmen.
En sista kategori udda filmer från övergångsperioden är de som spelades in med Warners system Vitaphone. Ljudet låg på separata grammofonskivor, som vid varje föreställning måste synkroniseras med bilderna. Detta opraktiska system trängdes snart undan av Movietone (med ljudspår på filmremsan), som introducerats av Fox i en journalfilm om Charles Lindbergh ett drygt halvår innan Warners Jazzsångaren (1927, januari resp oktober).

## 3D-film
I tre omgångar har filmindustrin i USA lanserat 3D-film som ett försök att erbjuda en upplevelse i biosalongen man inte kan få hemma. På 1950-talet var det TV:n som hotade, under 1980-talet var det hemvideon och 2000- och 2010-talet var det allt mer avancerade hemmabiosystem och nedladdning av film från nätet. James Camerons Avatar kan ses som en av de mest lyckade 3D-filmerna.

## Digital film

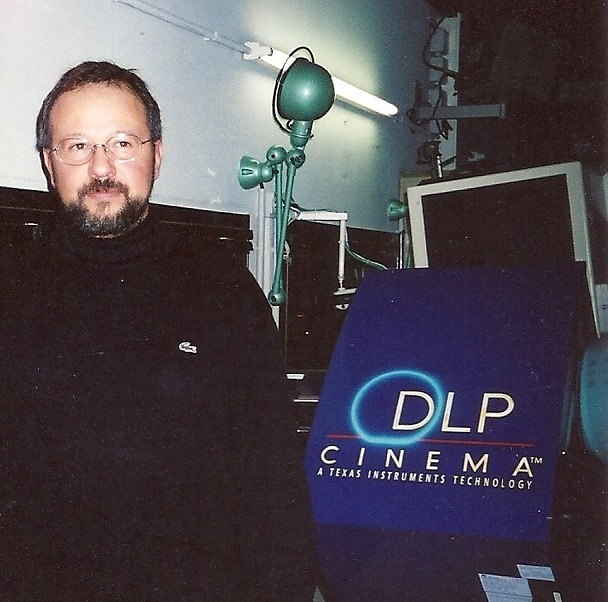
DLP CINEMA-teknik av Texas Instruments (2000)

Den 2 februari 2000 : första digital filmvisning i Europa, genom Philippe Binant, med DLP CINEMA-teknik av Texas Instruments.